# كريس مينجيز
كريس مينجيز (بالإنجليزية: Chris Menges)‏ (و. 1940  م) هو مخرج أفلام، ومصور سينمائي بريطاني.

## جوائز وترشيحات
حصل على جوائز منها:
جوائز
- جائزة الأوسكار لأفضل تصوير سينمائي، عن عمل: المهمة (1984)
- جائزة الأوسكار لأفضل تصوير سينمائي، عن عمل: المهمة (1986)
- جائزة الأوسكار لأفضل تصوير سينمائي، عن عمل: حقول القتل (1984)
- جائزة الأوسكار لأفضل تصوير سينمائي، عن عمل: حقول القتل (1986)
- New York Film Critics Circle Award for Best Director [الإنجليزية]‏ (1988)
- جائزة الجمعية الوطنية للنقاد السينمائيين لأفضل تصوير سينمائي [الإنجليزية]‏ (1984)
- جائزة الجمعية الوطنية للنقاد السينمائيين لأفضل تصوير سينمائي [الإنجليزية]‏، عن عمل: حقول القتل (1984)

ترشيحات
- جائزة الأوسكار لأفضل تصوير سينمائي، عن عمل: القارئ (1984)
- جائزة الأوسكار لأفضل تصوير سينمائي، عن عمل: القارئ (1986)
- جائزة الأوسكار لأفضل تصوير سينمائي، عن عمل: القارئ (1996)
- جائزة الأوسكار لأفضل تصوير سينمائي، عن عمل: القارئ (2008)
- جائزة الأوسكار لأفضل تصوير سينمائي، عن عمل: المهمة (1996)
- جائزة الأوسكار لأفضل تصوير سينمائي، عن عمل: المهمة (2008)
- جائزة الأوسكار لأفضل تصوير سينمائي، عن عمل: حقول القتل (1996)
- جائزة الأوسكار لأفضل تصوير سينمائي، عن عمل: حقول القتل (2008)
- جائزة الأوسكار لأفضل تصوير سينمائي، عن عمل: مايكل كولنز (1984)
- جائزة الأوسكار لأفضل تصوير سينمائي، عن عمل: مايكل كولنز (1986)
- جائزة الأوسكار لأفضل تصوير سينمائي، عن عمل: مايكل كولنز (1996)
- جائزة الأوسكار لأفضل تصوير سينمائي، عن عمل: مايكل كولنز (2008)
- جائزة الروح المستقلة لأفضل تصوير سينمائي [الإنجليزية]‏ (2006)
- جائزة الجمعية الوطنية للنقاد السينمائيين لأفضل مخرج [الإنجليزية]‏ (1988)
- جائزة أفضل تصوير سينمائي أوروبي [الإنجليزية]‏ (2003)
- Independent Spirit Award for Best International Film [الإنجليزية]‏ (1989)
- جائزة الجمعية الأمريكية للسينمائيين لأبرز إنجاز في الصناعة السينمائية في الإصدارات المسرحية [الإنجليزية]‏، عن عمل: القارئ (1986)
- جائزة الجمعية الأمريكية للسينمائيين لأبرز إنجاز في الصناعة السينمائية في الإصدارات المسرحية [الإنجليزية]‏، عن عمل: القارئ (1996)
- جائزة الجمعية الأمريكية للسينمائيين لأبرز إنجاز في الصناعة السينمائية في الإصدارات المسرحية [الإنجليزية]‏، عن عمل: القارئ (1997)
- جائزة الجمعية الأمريكية للسينمائيين لأبرز إنجاز في الصناعة السينمائية في الإصدارات المسرحية [الإنجليزية]‏، عن عمل: القارئ (2008)
- جائزة الجمعية الأمريكية للسينمائيين لأبرز إنجاز في الصناعة السينمائية في الإصدارات المسرحية [الإنجليزية]‏، عن عمل: الملاكم (1986)
- جائزة الجمعية الأمريكية للسينمائيين لأبرز إنجاز في الصناعة السينمائية في الإصدارات المسرحية [الإنجليزية]‏، عن عمل: الملاكم (1996)
- جائزة الجمعية الأمريكية للسينمائيين لأبرز إنجاز في الصناعة السينمائية في الإصدارات المسرحية [الإنجليزية]‏، عن عمل: الملاكم (1997)
- جائزة الجمعية الأمريكية للسينمائيين لأبرز إنجاز في الصناعة السينمائية في الإصدارات المسرحية [الإنجليزية]‏، عن عمل: الملاكم (2008)
- جائزة الجمعية الأمريكية للسينمائيين لأبرز إنجاز في الصناعة السينمائية في الإصدارات المسرحية [الإنجليزية]‏، عن عمل: المهمة (1986)
- جائزة الجمعية الأمريكية للسينمائيين لأبرز إنجاز في الصناعة السينمائية في الإصدارات المسرحية [الإنجليزية]‏، عن عمل: المهمة (1996)
- جائزة الجمعية الأمريكية للسينمائيين لأبرز إنجاز في الصناعة السينمائية في الإصدارات المسرحية [الإنجليزية]‏، عن عمل: المهمة (1997)
- جائزة الجمعية الأمريكية للسينمائيين لأبرز إنجاز في الصناعة السينمائية في الإصدارات المسرحية [الإنجليزية]‏، عن عمل: المهمة (2008)
- جائزة الجمعية الأمريكية للسينمائيين لأبرز إنجاز في الصناعة السينمائية في الإصدارات المسرحية [الإنجليزية]‏، عن عمل: مايكل كولنز (1986)
- جائزة الجمعية الأمريكية للسينمائيين لأبرز إنجاز في الصناعة السينمائية في الإصدارات المسرحية [الإنجليزية]‏، عن عمل: مايكل كولنز (1996)
- جائزة الجمعية الأمريكية للسينمائيين لأبرز إنجاز في الصناعة السينمائية في الإصدارات المسرحية [الإنجليزية]‏، عن عمل: مايكل كولنز (1997)
- جائزة الجمعية الأمريكية للسينمائيين لأبرز إنجاز في الصناعة السينمائية في الإصدارات المسرحية [الإنجليزية]‏، عن عمل: مايكل كولنز (2008)
- جائزة الجمعية الوطنية للنقاد السينمائيين لأفضل تصوير سينمائي [الإنجليزية]‏ (1996)
- جائزة الجمعية الوطنية للنقاد السينمائيين لأفضل تصوير سينمائي [الإنجليزية]‏، عن عمل: حقول القتل (1996)
- جائزة الجمعية الوطنية للنقاد السينمائيين لأفضل تصوير سينمائي [الإنجليزية]‏، عن عمل: مايكل كولنز (1984)
- جائزة الجمعية الوطنية للنقاد السينمائيين لأفضل تصوير سينمائي [الإنجليزية]‏، عن عمل: مايكل كولنز (1996)

ترشح لـ:
- جائزة الجمعية الأمريكية للسينمائيين لأبرز إنجاز في الصناعة السينمائية في الإصدارات المسرحية [الإنجليزية]‏، عن عمل: القارئ (2008)
- جائزة الأوسكار لأفضل تصوير سينمائي، عن عمل: القارئ (2008)
- جائزة الروح المستقلة لأفضل تصوير سينمائي  [لغات أخرى]‏، عن عمل: The Three Burials of Melquiades Estrada [الإنجليزية]‏ (2006)
- جائزة أفضل تصوير سينمائي أوروبي [الإنجليزية]‏، عن عمل: Dirty Pretty Things (film) [الإنجليزية]‏ (2003)
- جائزة الجمعية الأمريكية للسينمائيين لأبرز إنجاز في الصناعة السينمائية في الإصدارات المسرحية [الإنجليزية]‏، عن عمل: الملاكم (1997)
- جائزة الجمعية الأمريكية للسينمائيين لأبرز إنجاز في الصناعة السينمائية في الإصدارات المسرحية [الإنجليزية]‏، عن عمل: مايكل كولنز (1996)
- جائزة الجمعية الوطنية للنقاد السينمائيين لأفضل تصوير سينمائي  [لغات أخرى]‏، عن عمل: مايكل كولنز (1996)
- جائزة الأوسكار لأفضل تصوير سينمائي، عن عمل: مايكل كولنز (1996)
- Independent Spirit Award for Best International Film [الإنجليزية]‏، عن عمل: عالم منفصل (فيلم) (1989)
- جائزة الجمعية الوطنية للنقاد السينمائيين لأفضل مخرج  [لغات أخرى]‏، عن عمل: عالم منفصل (فيلم) (1988)
- جائزة الجمعية الأمريكية للسينمائيين لأبرز إنجاز في الصناعة السينمائية في الإصدارات المسرحية [الإنجليزية]‏، عن عمل: المهمة (1986)
- جائزة الأوسكار لأفضل تصوير سينمائي، عن عمل: المهمة (1986)
- جائزة الجمعية الوطنية للنقاد السينمائيين لأفضل تصوير سينمائي  [لغات أخرى]‏، عن عمل: حقول القتل، وComfort and Joy (1984 film) [الإنجليزية]‏ (1984)
- جائزة الأوسكار لأفضل تصوير سينمائي، عن عمل: حقول القتل (1984).

## وصلات خارجية
- كريس مينجيز على موقع IMDb (الإنجليزية)
- كريس مينجيز على موقع قاعدة بيانات الأفلام العربية
- كريس مينجيز على موقع ألو سيني (الفرنسية)
- كريس مينجيز على موقع أول موفي (الإنجليزية)
- كريس مينجيز على موقع قاعدة بيانات الأفلام السويدية (السويدية)
- كريس مينجيز على موقع قاعدة بيانات الفيلم (الإنجليزية)
- كريس مينجيز على موقع كينوبويسك (الروسية)